# Joshua Koshiba
Joshua Koshiba (geb. 10. Dezember 1943, Peleliu, Japanisches Südseemandat) ist ein Politiker in Palau. Er war Mitglied des Senate of Palau. Nach seiner Wiederwahl 2004 wurde er der Senator mit der längsten Amtszeit in Palau. Koshiba wurde zwischen 1980 und 2008 sieben Mal in Folge zum Senator gewählt.

## Karriere
Koshiba wurde am 10. Dezember 1943 in Peleliu geboren. Er erwarb einen Abschluss in Mathematik an der University of Guam.
1980 wurde Koshiba erstmals in den Senat gewählt. 1984 wurde er Vorsitzender des Senate Committee on Foreign Affairs. 1986 wurde er Senatspräsident. Dieses Amt hatte er bis 1991. Von 1992 bis 1996 war er erneut Vorsitzender des Konmitees für Außenpolitik 1996 wurde er zum Vorsitzenden des Senatskomitees für Bildung. Er war Vosizender des Senate Committee on Health and Education von 2000 bis 2008.
Am 27. März 2007 wurde er erneut zum Senatspräsidenten gewählt in Nachfolge von Johnny Reklai, der bei einem Bootsunglück ums Leben gekommen war. Am 25. April 2007 übernahm dann Surangel S. Whipps den Posten. 2008 verkündete er seine Kandidatur für das Amt des Präsidenten, er zog die Kandidatur jedoch wieder zurück, nachdem er im ersten Wahlgang kin gutes Ergebnis erzielte.